# 长城公主 (南梁)
长城公主（?—?），中国南北朝梁朝公主，梁武帝萧衍之女。
长城公主嫁给了柳世隆的孙子柳偃，生女柳敬言。柳偃拜驸马都尉，大宝年间，为鄱阳郡太守，柳敬言在侯景之乱和弟弟柳盼往江陵依梁元帝（武帝之子），梁元帝因长城公主之故，待遇甚厚，把她嫁给了陈顼，陈顼后来成了陈宣帝，柳敬言成了皇后。

## 传记资料
- 《陈書 后妃傳》